# Picrostomastis marginepunctalis
Picrostomastis marginepunctalis är en fjärilsart som beskrevs av John Henry Leech 1889. Picrostomastis marginepunctalis ingår i släktet Picrostomastis och familjen Thyrididae. Inga underarter finns listade i Catalogue of Life.